# William W. Biddle
William Wishart Biddle (ur. 19 czerwca 1900, zm. w lutym 1973) – amerykański psycholog i socjolog, zajmujący się m.in. teorią propagandy i teorią rozwoju społeczności lokalnej. Jego opublikowany w 1931 artykuł A Psychological Definition of Propaganda uważany jest za jedną z pierwszych prac dotyczących teorii propagandy politycznej i opinii publicznej. W późniejszych latach Biddle skupiał się na badaniach nad rozwojem społeczności lokalnych. Jego napisana wspólnie z żoną Loureide J. Biddle książka The Community Development Process była tłumaczona na kilka języków.
W polskich źródłach Biddle często cytowany jest błędnie jako „W. W. Bidelle”. Pisownia ta pojawia się m.in. w takich książkach jak Psychologia Propagandy Politycznej Lesława Wojtasika  z roku 1975 czy Słowo w relacjach społecznych Andrzeja Zwolińskiego z roku 2003.